# Johnny Hartman
John Maurice Hartman, detto Johnny (Houma, 3 luglio 1923 – Santa Monica, 15 settembre 1983), è stato un cantante e pianista statunitense.
Specializzato in ballate, ha cantato e registrato con le big band di Earl Hines, Dizzy Gillespie e con Erroll Garner. È ricordato soprattutto per la sua collaborazione nel 1963 con il sassofonista John Coltrane, John Coltrane and Johnny Hartman, un album fondamentale sia per lui che per Coltrane.

## Biografia
Nato in Louisiana e cresciuto a Chicago, Hartman ha iniziato a cantare e suonare il piano all'età di otto anni. Ha frequentato la DuSable High School studiando musica con Walter Dyett prima di ricevere una borsa di studio al Chicago Musical College

## Discografia
- Songs from the Heart (Bethlehem, 1955)
- All of Me: The Debonair Mr. Hartman (Bethlehem, 1956)
- And I Thought About You (Roost Records, 1959)
- John Coltrane and Johnny Hartman (Impulse!, 1963)
- I Just Dropped by to Say Hello (Impulse!, 1963)
- The Voice That Is! (Impulse!, 1964)
- Unforgettable Songs (ABC-Paramount, 1966)
- I Love Everybody (ABC-Paramount, 1967)
- I've Been There  (Perception, 1973)
- Johnny Hartman  (Musicor, 1973)
- Once In Every Life (Bee Hive, 1980)
- For Trane (Blue Note, 1995)